# Mary McDonnell
Mary Eileen McDonnell (Wilkes-Barre, 28 aprile 1952) è un'attrice statunitense.
Attiva in campo cinematografico, teatrale e televisivo, è stata candidata all'Oscar per le sue interpretazioni in Balla coi lupi (1990) e Amori e amicizie (1992); è inoltre nota per il ruolo di Laura Roslin in Battlestar Galactica, di Liz ne I signori della truffa e di Sharon Raydor in Major Crimes.

## Biografia
Nata in Pennsylvania cresce nello stato di New York, dove si laurea alla State University of New York at Fredonia; dopo aver studiato recitazione entra a far parte della Long Wharf Theatre Company.
Dopo vent'anni durante i quali si divide tra teatro, lavorando in varie produzioni per Broadway, e televisione, apparendo nella soap opera Così gira il mondo, si fa notare al cinema per la interpretazione di 'Alzata Con Pugno' in Balla coi lupi (1990), diretto e interpretato da Kevin Costner, ruolo che le fa guadagnare la sua prima candidatura all'Oscar alla miglior attrice non protagonista. Successivamente recita nei film Grand Canyon - Il cuore della città (1991) e I signori della truffa (1992). Nel 1993 ottiene la sua seconda candidatura agli Oscar, questa volta come miglior attrice per Amori e amicizie di John Sayles, ma il premio è assegnato a Emma Thompson per Casa Howard.
Viene inoltre ricordata per il ruolo della First Lady in Independence Day (1996), di Rose Darko, madre del protagonista, in Donnie Darko (2001), di Eleanor Carter, madre del Dr. John Carter, in E.R. - Medici in prima linea e soprattutto per la parte del Presidente delle Dodici Colonie Laura Roslin in Battlestar Galactica. Ha partecipato ad alcune puntate della serie televisiva Grey's Anatomy, nel ruolo della D.ssa Virginia Dixon. Dopo essere stata co-protagonista per due stagioni della serie televisiva di successo The Closer (in cui ha recitato per un totale di tre stagioni) è diventata unica protagonista, con l'uscita di scena di Kyra Sedgwick, dello spin-off Major Crimes, dove interpreta il capitano Sharon Raydor.

## Vita privata
È stata sposata con l'attore Randle Mell, da cui ha divorziato nel 2021. La coppia ha due figli di nome Olivia e Michael.

## Filmografia

### Cinema
- Matewan, regia di John Sayles (1987)
- Balla coi lupi (Dances with Wolves), regia di Kevin Costner (1990)
- Grand Canyon - Il cuore della città (Grand Canyon), regia di Lawrence Kasdan (1991)
- Amori e amicizie (Passion Fish), regia di John Sayles (1992)
- I signori della truffa (Sneakers), regia di Phil Alden Robinson (1992)
- Blue Chips - Basta vincere (Blue Chips), regia di William Friedkin (1994)
- Independence Day, regia di Roland Emmerich (1996)
- Mumford, regia di Lawrence Kasdan (1999)
- Donnie Darko, regia di Richard Kelly (2001)
- Nola, regia di Alan Hruska (2003)
- Scream 4, regia di Wes Craven (2011)
- Margin Call, regia di J. C. Chandor (2011)

### Televisione
- Così gira il mondo (As the World Turns) – serie TV, un episodio (1980)
- Violazione del codice morale (Money on the Side), regia di Robert L. Collins – film TV (1982)
- P/S - Pronto soccorso (E/R) – serie TV, 20 episodi (1984)
- La parola ai giurati (12 Angry Men), regia di William Friedkin – film TV (1997)
- Evidenti tracce di sangue (Evidence of Blood), regia di Andrew Mondshein – film TV (1998)
- La scelta di Charlie (A Father's Choice) regia di Christopher Cain – film TV (2000)
- E.R. - Medici in prima linea (ER) – serie TV, 5 episodi (2001–2002)
- Battlestar Galactica – miniserie TV, 2 puntate (2003) - Laura Roslin
- Battlestar Galactica – serie TV, 73 episodi (2004-2009) - Laura Roslin
- Battlestar Galactica: Razor, regia di Félix Enríquez Alcalá – film TV (2007)
- Grey's Anatomy – serie TV, 3 episodi (2008-2009)
- The Closer – serie TV, 26 episodi (2009-2012)
- Sfilata con delitto (Hostile Makeover), regia di Jerry Ciccoritti – film TV (2009)
- Il mistero dei capelli scomparsi (Killer Hair), regia di Jerry Ciccoritti – film TV (2009)
- Major Crimes – serie TV, 105 episodi (2012-2018)
- Fargo – serie TV, 4 episodi (2017)
- Veronica Mars – serie TV, un episodio (2019)
- La caduta della casa degli Usher (The Fall of the House of Usher) – miniserie TV, 8 episodi (2023)

### Doppiaggio
- The Witcher: Nightmare of the Wolf, regia di Kwang Il Han (2021)

## Riconoscimenti
- Premio Oscar
  - 1991 – Candidatura alla miglior attrice non protagonista per Balla coi lupi
  - 1993 – Candidatura alla miglior attrice per Amori e amicizie

## Doppiatrici italiane
Nelle versioni in italiano dei suoi lavori, Mary McDonnell è stata doppiata da:
- Roberta Greganti in Battlestar Galactica (miniserie televisiva), Battlestar Galactica (serie televisiva), Veronica Mars, The Closer (st. 5), Battlestar Galactica: Razor, Major Crimes
- Cristina Boraschi in Balla coi lupi, Evidenti tracce di sangue, Grey's Anatomy, Margin Call
- Angiola Baggi in Grand Canyon - Il cuore della città, Independence Day, Donnie Darko
- Isabella Pasanisi in Grey's Anatomy, The Closer (st. 6-7)
- Vittoria Febbi in Amori e amicizie
- Maria Pia Di Meo ne I signori della truffa
- Serena Verdirosi ne La parola ai giurati
- Silvia Pepitoni in Senza papà
- Roberta Paladini in Mumford
- Aurora Cancian in La scelta di Charlie
- Fabrizia Castagnoli[1] in La caduta della casa degli Usher[2]

Da doppiatrice è sostituita da:
- Roberta Greganti in The Witcher: Nightmare of the Wolf